# Hernán Darío Herrera
Hernán Darío Herrera (Angelópolis, 28 oktober 1957) is een voormalig profvoetballer uit Colombia, die speelde als aanvallende middenvelder gedurende zijn loopbaan.

## Clubcarrière
Herrera speelde acht seizoenen in eigen land voor Atlético Nacional, waarna hij in 1984 overstapte naar América de Cali, en daar speelde tot zijn afscheid in 1992.

## Interlandcarrière
Herrera kwam in totaal 37 keer (tien doelpunten) uit voor de nationale ploeg van Colombia in de periode 1979-1985. Hij maakte zijn debuut op 5 september 1979 in de Copa América-wedstrijd tegen Chili, onder leiding van de Macedonische bondscoach Blagoje Vidinić.

## Erelijst
Atlético Nacional
- Colombiaans landskampioen

1981
 América de Cali
- Colombiaans landskampioen

1985, 1986, 1990, 1992
- Copa Libertadores

Finalist: 1985, 1986, 1987